# Weißdorn-Dickmaulrüssler
Der Weißdorn-Dickmaulrüssler oder Gebüsch-Dickmaulrüssler (Otiorhynchus crataegi) ist ein Käfer aus der Familie der Rüsselkäfer und der Unterfamilie Entiminae. Die Gattung Otiorhynchus ist in Europa mit 77 Untergattungen vertreten, Otiorhynchus crataegi wird zur Untergattung Pocodalemes gerechnet, die in Europa mit drei Arten vertreten ist.
|                                       |                                                           |
| Abb. 1: Verschiedene Ansichten        |                                                           |
|                                       |                                                           |
| Abb. 2: Ausschnitt Halsschild         | Abb. 3: Ausschnitt Flügeldecken Schuppen und Borstenhaare |
|                                       |                                                           |
| Abb. 4: Vorderbein, Pfeile siehe Text | Abb. 5: Fühler 2. Glied der Geisel grün getönt            |

## Bemerkungen zum Namen und zu Synonymen
Der Käfer wurde erstmals 1824 von Germar beschrieben. Der Name Otiorhynchus crataegi wird von Germar durch Dahlii ergänzt. Vermutlich stellte der Entomologe Georg Dahl das der Beschreibung zu Grunde liegende Material zur Verfügung. Der Artname crataegi ist von Crataegus abgeleitet. Crataegus ist der wissenschaftliche Name für eine der Fraßpflanzen des Käfers, den Weißdorn. Da der Weißdorn als Fraßpflanze nicht charakteristisch ist, wird neben dem deutschen Namen Weißdorn-Dickmaulrüssler auch der Name Gebüsch-Dickmaulrüssler benutzt. Germar selbst erklärt den Artnamen nicht. In der gleichen Veröffentlichung führt Germar die neue Gattung Otiorhýnchus ein. Der Name ist von altgr. ωτίον "otíon" für "Öhrchen" und ρυνχος "rhynchos" für "Rüssel" abgeleitet. Germar geht in der Beschreibung der Gattung gleich mehrmals auf die lappenartige Verbreiterung der Rüsselspitze ein, die den Namen erklärt. Die Gattung wurde zeitweise in sechs Untergattungen zerlegt und der Weißdorn-Dickmaulrüssler der Unterordnung Tourniēria zugeordnet. Diese ist nach Henri Tournier in Peney bei Genf benannt. Bei weiterer Aufspaltung wurde die Art in die Untergattung Pocodalemes gestellt. Der Name geht auf Edmund Reitter zurück. Reitter erklärt den Namen nicht, bemerkt jedoch, dass er weitgehend der Aufteilung bei Wilhelm Gustav Stierlin folgt. Bei Stierlin sind die Untergattungen in Rotten unterteilt, die lediglich durchnummeriert werden. Der Weißdorn-Dickmaulrüssler wird von Stierlin der 18. Rotte zugeordnet. Reitter gibt den Rotten Namen, wobei er sie teilweise weiter aufteilt. Zu den Namen bemerkt Reitter: Wer diese Namen nicht billigt, der kann sie ja einfach ignorieren. Ein Vergleich mit den anderen von Reitter in diesem Zusammenhang vergebenen Namen für die Rotten bei Stierlin lässt den Schluss zu, dass die Namen überwiegend Wortbildungen ohne Bedeutung sind.
Synonyme sind keine bekannt.

## Merkmale des Käfers
Der Käfer wird fünf bis sechs Millimeter lang. Kopf, Halsschild und Unterseite sind dunkelbraun, Flügeldecken, Beine und Fühler sind etwas heller braun. Durch unterschiedlich dicht stehende hellere Schuppen erscheinen insbesondere die Flügeldecken fleckig, durch borstige Haare wirkt der Käfer struppig.
Der Kopf ist breit und flach. Die Augen sind im Unterschied zu Otiorhynchus rotundatus ziemlich gewölbt. Der Rüssel ist nach vorn gestreckt und etwas kürzer und schmaler als der Kopf. Er ist flach, nicht länger als breit und trägt einen sehr feinen, kurzen Mittelkiel. Die schlanken Fühler (Abb. 5)  sind nahe der Rüsselspitze in einer rundlichen Grube eingelenkt. Diese Fühlergrube ist kurz, breit, nur vorn vertieft, und kann von oben vollständig eingesehen werden. Die Fühler sind halb so lang wie der Körper und gekniet. Das Grundglied (Scapus) ist fast so lang wie der restliche Fühler. Alle sieben Glieder der Geißel sind mehr oder weniger gestreckt. Das zweite Geißelglied (in Abb. 5 grün getönt) ist ein Drittel länger als das erste, das letzte Glied der Geißel ist deutlich länger als breit. Die abschließende Fühlerkeule ist länglich und zugespitzt.
Der kleine Halsschild ist wenig breiter als lang und seitlich mäßig gerundet. Er ist dicht mit runden, höckerartigen Erhebungen genoppt, auf denen gewöhnlich eine Borste sitzt (Abb. 2). Mittig kann eine schwache Längsrinne ausgebildet sein
Ein Schildchen ist nicht sichtbar.
Die Flügeldecken sind zusammen kaum länger als breit und doppelt so breit wie der Halsschild. Sie sind fast kugelig gewölbt. Sie sind abstehend borstig behaart und zwischen den Haaren stellenweise mit sehr kleinen, hellen Schuppen besetzt (Abb. 3). Die Schuppen sind höchstens vereinzelt schmal und zugespitzt, in der Regel rundlich. Ihre Verteilung über die Flügeldecke bewirkt eine Marmorierung. Die Flügeldecken haben zehn breite Längsreihen aus wenigen Augenpunkten. Die Intervalle sind alle gleich hoch und schmaler als die Punktstreifen. Sie tragen je nur eine Reihe aufrecht stehender Borstenhaare. An der Spitze der Flügeldecken befindet sich kein Schwielenhöcker, am Flügelabsturz sind die Flügel jedoch gekörnt.
Die Beine sind mittelmäßig lang und kräftig. Bei allen Tarsen ist das 4. Glied verkümmert, sie erscheinen viergliedrig (pseudotetramer). Die Klauen sind nicht verwachsen. Die Vorderschienen sind an der Spitze höchstens nach innen eckig erweitert, der Außenrand ist an der Spitze nach innen gebogen bis gerade (Abb. 4 grüne Pfeilspitze). Alle Schenkel tragen auf der Innenseite einen spitzen Zahn, der Zahn am Vorderschenkel ist mehrspitzig (Abb. 4 blaue Pfeilspitze).

## Biologie

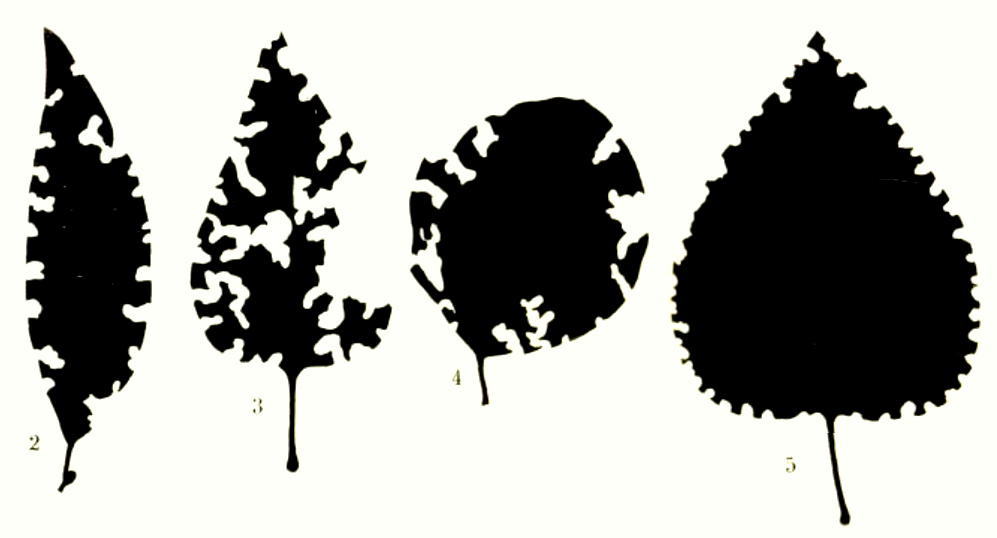
Abb. 6: Fraßspuren des Käfers im Freien, 2. Liguster, 3.,5. Flieder, 4. Schneebeere

Die fertigen Käfer sind von April bis Oktober anzutreffen. Sie sind nachtaktiv und dann ziemlich flink. Tagsüber verbergen sich die Käfer unter den Büschen im Laub, auch in Kompost, und sind dann sehr träge. Bei Störung ziehen sie die Beine an und stellen sich tot. Die Larven ernähren sich von Wurzeln.
Im Unterschied zu der Mehrzahl der meisten Rüsselkäfer ist der Weißdorn-Dickmaulrüssler bezüglich seiner Nahrungspflanzen nicht sehr spezialisiert. Der Käfer benagt in Gärten und Parkanlagen bevorzugt die tiefer sitzenden Blätter verschiedener Sträucher und kleiner Bäume in charakteristischer Weise. Flieder, Liguster Schneebeere aber auch zahlreiche benachbarte Büsche (Heckenkirsche, Eschen, Schneeball, Hartriegel, Sauerdorn, Zwergmispel) werden als Nahrungsquelle genutzt. Der namensgebende Weißdorn wird nicht bevorzugt besucht.
Der Blattfraß (Abb. 6) erzeugt anfangs halbkreisförmige Buchten am Blattrand. Man kann Blätter finden, die wie Zahnräder von solchen Buchten rundum gerändelt sind (Abb. 6 Fig. 5). Später werden die Fraßbuchten tiefer ins Blatt fortgetrieben, bei starkem Befall können die Blätter völlig zerfressen werden (Abb. 6 Fig. 3). Der Käfer wird inzwischen gebietsweise als Schädling von Ziersträuchern eingestuft und Bekämpfungsmaßnahmen empfohlen.
Im September werden zahlreiche Eier abgelegt. Die Eier sind fast kugelrund (0,7 auf 0,5 Millimeter) und glänzen stark. Sie sind anfangs milchweiß, später färben sie sich hell bräunlichgelb bis rotgelb. Sie sind außergewöhnlich stabil und widerstandsfähig und rollen leicht weg, wenn man sie zu manipulieren versucht. Beim Reifen des Eis wird der Kopf der Larve sichtbar. Anfang Oktober findet man bereits ausgeschlüpfte Lärvchen. Sie sind beinlos, können aber gut kriechen.

## Vorkommen
Die Art war früher nur aus Rumänien, Jugoslawien und Italien bekannt, heute ist sie auch in Mitteleuropa (Luxemburg, Deutschland, Österreich, Frankreich, Großbritannien, Dänemark, Schweiz) weiter verbreitet.
Außerdem wird in der Fauna Europaea Bosnien-Herzegowina, Bulgarien, Kroatien Tschechien, Dänemark und Finnland und der Nahe Osten zum Verbreitungsgebiet gerechnet. Der Käfer wurde inzwischen auch aus Belgien und den Niederlanden gemeldet. Die Art wird zu den invasiven Arten gerechnet, in Schweden wird sie als zu erwartende Art eingestuft.